# Weisz Izsák
Weisz Izsák (?, 1824. – Munkács, 1894.) Előbb Szolyván volt rabbi, majd Munkácson rabbiülnök. Bész Jichak című műve talmudi jegyzeteket tartalmaz a Megillo-traktushoz. 